# Hofenfels-Gymnasium
Das Hofenfels-Gymnasium (HFG) in Zweibrücken ist eines von zwei Gymnasien (neben dem Helmholtz-Gymnasium Zweibrücken) in Zweibrücken. Die Schwerpunkte liegen in den Bereichen Kunst/Darstellendes Spiel/Musik sowie in den MINT-Fächern. Die Namensgebung nimmt Bezug auf Johann Christian von Hofenfels (1744–1787), Minister, Staatsmann und Diplomat in Diensten des Herzogs Karl II. August von Pfalz-Zweibrücken.

## Geschichte
1861 als „Höhere Töchterschule“ gegründet, verankerte sie sich als „Lyzeum“ im Sprachgebrauch der Einheimischen, seit 1950 ist sie ein voll ausgebautes Gymnasium für Jungen und Mädchen. Eine Generalsanierung in den neunziger Jahren setzte das Haus in den Stand, den vielfältigen Herausforderungen an Lernende und Lehrende im 21. Jahrhundert gerecht zu werden.

### Schülerzeitungen
Von 1971 bis 1980 erschien – unregelmäßig – Löschblatt als Schülerzeitung des Staatlichen Hofenfels-Gymnasiums Zweibrücken. Vorgängerin war eine Schülerzeitung unter dem Titel Spiritus, die Nachfolgerin von Löschblatt erschien unter dem Titel Dampfnudel.

## Ehemalige Pädagoginnen und Pädagogen
- Margarete Palz (* 1937), Kunsterzieherin am HFG von 1966 bis 2000

## Ehemalige Schülerinnen und Schüler
- Monika Vogelgesang (* 1960, Abitur 1980), Ärztin für Neurologie und Psychiatrie sowie für Psychosomatische Medizin und Psychotherapie
- Ralf Kurz (* 1961, Abitur 1981), Romanautor
- Matthias Rogg (* 1963, Abitur 1982), Offizier (Oberst) und Historiker mit Schwerpunkt Militärgeschichte
- Sevim Kaya-Karadağ (* 1972, Abitur 1992), Politikerin (SPD)
- Markus Conrad (* 1973, Abitur 1993), Politiker  (CDU)
- Anna Felzmann (* 1992, Abitur 2011), Leichtathletin (Stabhochsprung)